# Samuel Lucero
Samuel Lucero (Buenos Aires, 29 de julio de 2005) es un futbolista argentino que juega como defensa en el Club Defensa y Justicia de la Primera División Argentina.

## Trayectoria

### Inicios
Comenzó su carrera jugando en las inferiores de Quilmes.

### Defensa y Justicia
En febrero de 2022 llegó al Club Defensa y Justicia para sumarse al plantel de Reserva, adquiriendo el 50 por ciento del pase del jugador.
Debutó en la Primera División del club en julio de 2023 frente a Unión de Santa Fe.

## Selección nacional
En abril de 2023, fue parte de la lista preliminar de la Selección Argentina para el Mundial Sub-20. 
El 1 de marzo de 2024 fue convocado en la primera lista del nuevo ciclo 2024-2025 de la Selección de fútbol sub-20 de Argentina.

## Estadísticas

### Clubes
Actualizado al último partido disputado el 15 de febrero de 2024.
| Club                         | Div.          | Temporada     | Liga  | Liga  | Liga   | Copas nacionales | Copas nacionales | Copas nacionales | Copas internacionales | Copas internacionales | Copas internacionales | Total | Total | Total  |
| Club                         | Div.          | Temporada     | Part. | Goles | Asist. | Part.            | Goles            | Asist.           | Part.                 | Goles                 | Asist.                | Part. | Goles | Asist. |
| ---------------------------- | ------------- | ------------- | ----- | ----- | ------ | ---------------- | ---------------- | ---------------- | --------------------- | --------------------- | --------------------- | ----- | ----- | ------ |
| Defensa y Justicia Argentina | 1.ª           | 2023          | 1     | 0     | 0      | 1                | 0                | 0                | 0                     | 0                     | 0                     | 2     | 0     | 0      |
| Defensa y Justicia Argentina | Total club    | Total club    | 1     | 0     | 0      | 1                | 0                | 0                | 0                     | 0                     | 0                     | 2     | 0     | 0      |
| Total carrera                | Total carrera | Total carrera | 1     | 0     | 0      | 1                | 0                | 0                | 0                     | 0                     | 0                     | 2     | 0     | 0      |